# Kungstomt
Kungstomt är en bebyggelse i Tensta socken i Uppsala kommun, Uppland. Vid SCB:s ortsavgränsning 2020 avgränsades här en småort.